# 闘魂
『闘魂』（とうこん）は、1970年5月に発売された村田英雄のシングル。

## 解説
1970年、村田は本楽曲で『第21回NHK紅白歌合戦』の白組トップバッターを務めた。

## 収録
- 両楽曲共に、作詞：川内康範、作曲：猪俣公章、編曲：竹村次郎

1. 闘魂（4分15秒）
2. 友情（4分20秒）